# Zbąszynek (gmina)
Zbąszynek – gmina miejsko-wiejska w województwie lubuskim, w powiecie świebodzińskim.
Siedziba gminy to Zbąszynek.

## Historia
W okresie I wojny światowej w rejonie Rogozińca i Dąbrówki Wielkopolskiej był usytuowany największy na terenie Europy Wschodniej arsenał armii niemieckiej.
W latach 1975–1998 gmina była położona w województwie zielonogórskim.
Według danych z 30 czerwca 2004 gminę zamieszkiwało 8539 osób. Natomiast według danych z 31 grudnia 2017 roku gminę zamieszkiwało 8351 osób.

## Ochrona przyrody
Na obszarze gminy znajduje się rezerwat przyrody Kręcki Łęg chroniący naturalny zespół łęgu olszowo-jesionowego i olsu porzeczkowego z drzewami pomnikowymi, stanowiska chronionych i rzadkich gatunków roślin oraz bogatą awifaunę.

## Struktura powierzchni
Według danych z roku 2002 gmina Zbąszynek ma obszar 94,42 km², w tym:
- użytki rolne: 51%
- użytki leśne: 38%

Gmina stanowi 10,07% powierzchni powiatu.

## Demografia

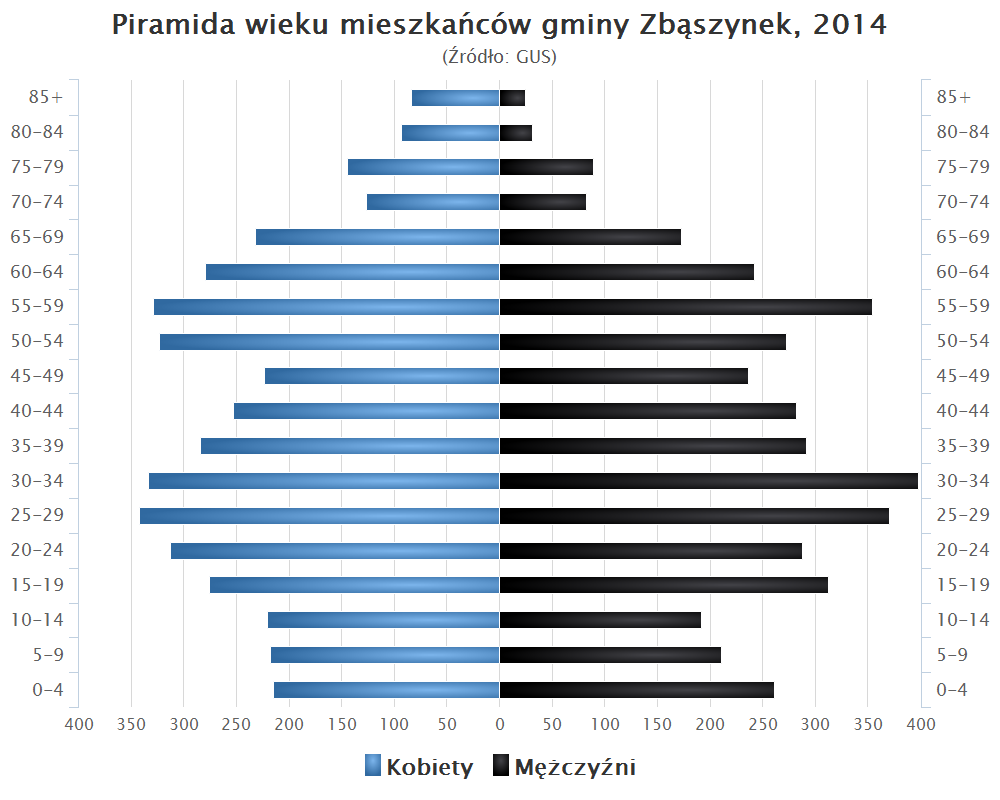
Piramida wieku mieszkańców gminy Zbąszynek w 2014 roku

Dane z 30 czerwca 2004:
| Opis                              | Ogółem | Ogółem | Kobiety | Kobiety | Mężczyźni | Mężczyźni |
| --------------------------------- | ------ | ------ | ------- | ------- | --------- | --------- |
| jednostka                         | osób   | %      | osób    | %       | osób      | %         |
| populacja                         | 8539   | 100    | 4380    | 51,3    | 4159      | 48,7      |
| gęstość zaludnienia (mieszk./km²) | 90,4   | 90,4   | 46,4    | 46,4    | 44        | 44        |

## Sołectwa
Chlastawa, Dąbrówka Wielkopolska, Kosieczyn, Kręcko, Rogoziniec.
Miejscowości bez statusu sołectwa: Boleń, Bronikowo, Depot, Kręcka Winnica, Nowy Gościniec, Samsonki, Stradzewo

## Sąsiednie gminy
Babimost, Szczaniec, Trzciel, Zbąszyń